# 420-ті
Період падіння Західної Римської імперії. У Східній Римській імперії триває правління Феодосія II. У Західній розпочалося правління Валентиніана III, значна частина території окупована варварами, зокрема в Іберії утворилося Вестготське королівство. У Китаї правління династії Лю Сун. В Індії правління імперії Гуптів. У Японії триває період Ямато. У Персії править династія Сассанідів.
На території лісостепової України Черняхівська культура. У Північному Причорномор'ї готи й сармати. Історики VI століття згадують плем'я антів, що мешкало на території сучасної України приблизно з IV сторіччя. З'явилися гуни, підкорили остготів та аланів й приєднали їх до себе.

## Події
- У Західній Римській імперії завершилося правління імператора Гонорія. Після його смерті імператором оголосив себе Іоанн, але це не сподобалося імператору Східної Римської імперії Феодосію, який силою зброї повалив і стратив узурпатора й оголосив імператором Заходу малолітнього Валентиніана III. Фактичним правителем імперії стала мати імператора Галла Плацидія.
- Велика частина колишньої території Римської імперії опинилася під контролем варварів. Вандали захопили Бетіку й підпорядкували собі аланів. Потім вони великими силами переправилися через Гібралтар і почали плюндрувати Північну Африку. Більша частина Іберії та південь Галлії опинилися під контролем Вестготського королівства. Римляни вели війну в Галлії як проти вестготів, так і проти франків, які перейшли через Рейн і окупували Белгіку. Гуни продовжували контролювати землі на схід від Дунаю та Паннонію.
- Кельтські правителі покинутої римлянами Британії запросили до себе найманців саксів для оборони від нападів піктів та скотів.
- Після нетривалої римо-перської війни був підписаний мир між Персією та Східною Римською імперією. Персія підпорядкувала собі Вірменію, зробивши її своєю провінцією. Однак, у Персії виникли проблеми на сході у зв'язку з нападами ефталітів. Ефталіти нападали також на північні області Індії.

- 422 — кінець понтифікату Папи Боніфація I;
- 422 — початок понтифікату Папи Целестіна I;